# Лыстан
Лыстан — река в России, протекает по Кумёнскому району Кировской области. Устье реки находится в 154 км по левому берегу реки Быстрицы. Длина реки составляет 10 км.
Река берёт начало на холмах Вятского Увала в 17 км к юго-востоку от посёлка Кумёны. Течёт на северо-восток по ненаселённой местности, протекает несколько нежилых деревень. Приток — Клиповка (левый). Впадает в Быстрицу в 5 км к юго-востоку от села Вожгалы (центр Вожгальского сельского поселения). Высота истока — 207,9 м над уровнем моря.

## Данные водного реестра
По данным государственного водного реестра России относится к Камскому бассейновому округу, водохозяйственный участок реки — Вятка от города Киров до города Котельнич, речной подбассейн реки — Вятка. Речной бассейн реки — Кама.
Код объекта в государственном водном реестре — 10010300312111100034563.